# Siegershausen
Siegershausen är huvudorten i kommunen Kemmental i kantonen Thurgau, Schweiz. 